# The Easybeats
Die Easybeats waren eine australische Beatband, die mit Friday on My Mind im November 1966 ihren größten Hit hatte.

## Bandgeschichte
Die Easybeats wurden 1964 in Sydney gegründet. Die Bandmitglieder kamen alle aus Familien, die aus Europa eingewandert waren. Sänger Stevie Wright war aus London, Rhythmusgitarrist George Young, der ältere Bruder der AC/DC-Musiker Malcolm und Angus Young, kam aus Glasgow, Harry Vanda (Leadgitarre) kam aus Den Haag, Dick Diamonde (geborene Dingeman van der Sluijs) (Bass) kam aus Hilversum, und Drummer Gordon „Snowy“ Fleet kam aus Liverpool.
1965 wurden die Easybeats die erfolgreichste Popband Australiens und lösten eine Hysterie aus – ähnlich der Beatlemania in Europa –, die bald als „Easyfever“ bezeichnet wurde. Die Band produzierte eine Reihe von Hits, die zunächst von Wright und Young, ab November 1966 ausschließlich von Young und Vanda geschrieben wurden, darunter For My Woman (Rang #33 der australischen Hitparade), She’s So Fine (#3), Wedding Ring (#7), Sad and Lonely and Blue / Easy as Can Be (#21), Women (Make You Feel Alright) (#4), Come and See Her (#3) und Sorry (#1). Auch für die australische Coca-Cola-Werbung wurden sie, wie zu dieser Zeit nicht unüblich, mit zwei gesungenen Jingles eingespannt.

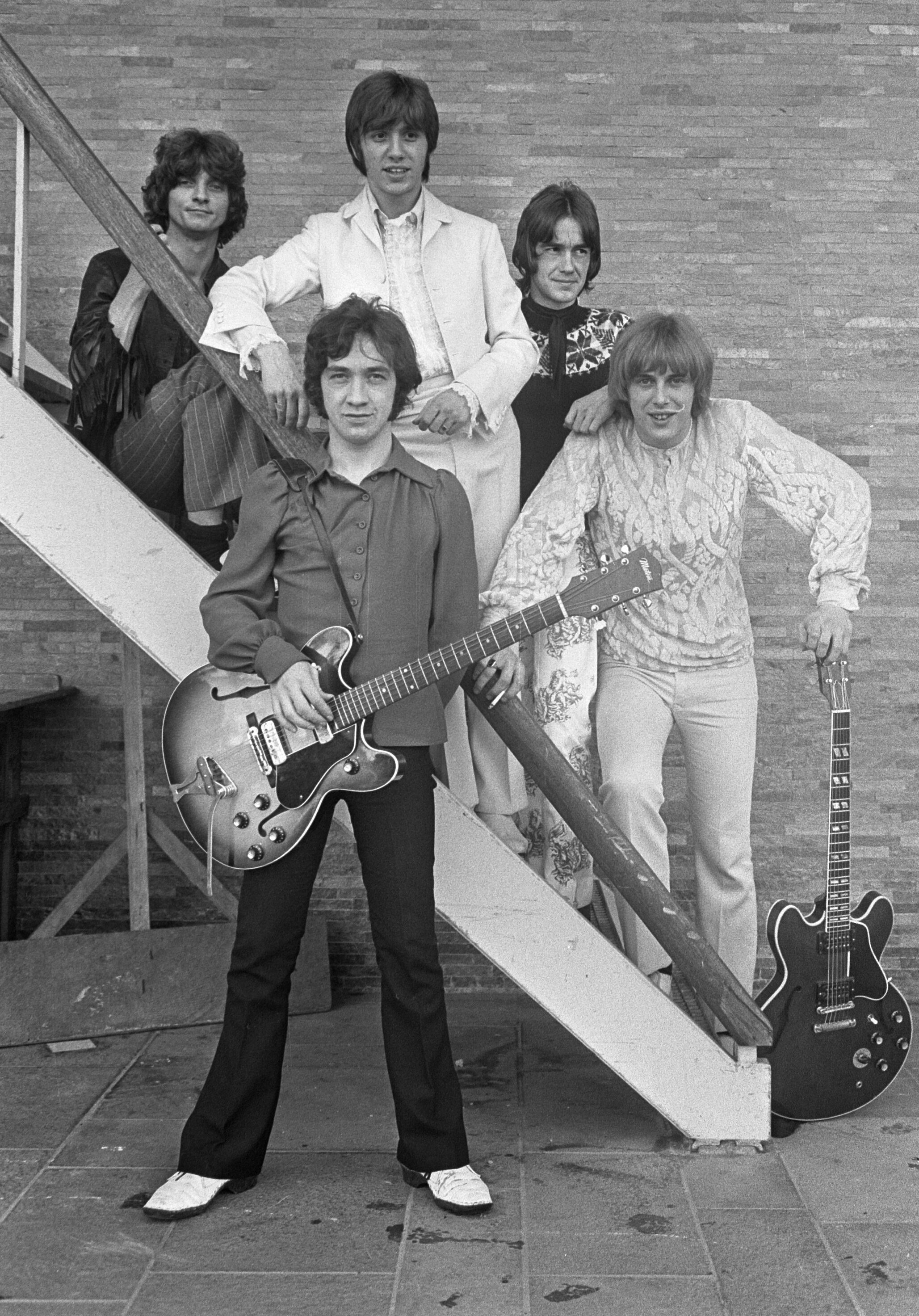
The Easybeats (1968)

Am 14. Juli 1966 reisten die Easybeats mit der Referenz von vier vorausgegangenen australischen Tophits nach Großbritannien, um hier einige Platten aufzunehmen. Im September 1966 entstanden in den Londoner Olympic Studios unter Studioregie von Shel Talmy in acht Stunden vier Aufnahmen, darunter Friday on My Mind / Made My Bed, Gonna Lie in It. Talmy entschied sich für Friday on My Mind mit den markanten verflochtenen Riffs zweier Gitarren, in nur einem Take fertiggestellt. Seine Idee war das kurze Schlagzeugsolo kurz vor Schluss, das den letzten Refrain einleitet. Diese beiden Titel wurden am 14. Oktober 1966 zusammen mit 63 weiteren konkurrierenden Singles als Single veröffentlicht. Friday on my Mind entwickelte sich durch das intensive Airplay insbesondere der Piratensender zur vielgecoverten Hymne (über 140 Coverversionen) der Arbeiterklasse über die am Montag beginnende Vorfreude auf den letzten Arbeitstag am Freitag. In Großbritannien wurden hiervon 250.000 Platten umgesetzt und Platz sechs erreicht, weltweit wurde die Millionengrenze überschritten und im Mai 1967 die Goldene Schallplatte hierfür verliehen. Talmy produzierte 16 Titel für die Easybeats, verteilt auf acht Singles, die den Anfangserfolg nicht mehr wiederholen konnten.
1967 kam Tony Cahill als neuer Drummer für Snowy Fleet. Weitere Hits waren (And the Music) Goes Round My Head im Januar 1968, Hello, How Are You (zwei Versionen: eine soft, eine rockiger) und Falling Off the Edge of the World (März 1968) sowie St. Louis (Mitte 1969).
1969 lösten sich die Easybeats auf. Vanda und Young blieben als Songschreiber und Produzenten erhalten, unter anderem für Sha Sha (1971) von Grapefruit sowie für John Paul Young (Love Is in the Air, Standing in the Rain, Lost in Your Love) und AC/DC. Vanda / Young starteten dann unter anderem Namen Ende der 1970er Jahre ein Comeback bei Flash and the Pan mit Hits wie Hey St. Peter, Down Among the Dead Men, Midnight Man, Early Morning Wake Up Call und Ayla.
Im Jahr 1986 fand sich die Originalbesetzung der Easybeats im Rahmen des Revival-Booms für einige Auftritte wieder zusammen.
2005 wurde die Band in die ARIA Hall of Fame aufgenommen.

## Diskografie

### Studioalben
| Jahr | Titel Musiklabel Katalog-Nr.                                                                                    | Höchstplatzierung, Gesamtwochen, AuszeichnungChartplatzierungen (Jahr, Titel, Musiklabel Katalog-Nr., Platzierungen, Wochen, Auszeichnungen, Anmerkungen) | Höchstplatzierung, Gesamtwochen, AuszeichnungChartplatzierungen (Jahr, Titel, Musiklabel Katalog-Nr., Platzierungen, Wochen, Auszeichnungen, Anmerkungen) | Höchstplatzierung, Gesamtwochen, AuszeichnungChartplatzierungen (Jahr, Titel, Musiklabel Katalog-Nr., Platzierungen, Wochen, Auszeichnungen, Anmerkungen) | Höchstplatzierung, Gesamtwochen, AuszeichnungChartplatzierungen (Jahr, Titel, Musiklabel Katalog-Nr., Platzierungen, Wochen, Auszeichnungen, Anmerkungen) | Höchstplatzierung, Gesamtwochen, AuszeichnungChartplatzierungen (Jahr, Titel, Musiklabel Katalog-Nr., Platzierungen, Wochen, Auszeichnungen, Anmerkungen) | Anmerkungen                                                                                                |
| Jahr | Titel Musiklabel Katalog-Nr.                                                                                    | DE | AT | UK | US | AU | Anmerkungen                                                                                                |
| ---- | --- | --- | --- | --- | --- | --- | --- |
| 1967 | The Easybeats (DE) / Good Friday (UK) / Friday on My Mind (US, AU) United Artists 6588 / World Record Club 4801 | — | — | — | US180 (5 Wo.)US | AU aAU | Erstveröffentlichung: Mai 1967 in AT nicht veröffentlicht in AU erst 1970 erschienen Produzent: Shel Talmy |

grau schraffiert: keine Chartdaten aus diesem Jahr verfügbar
Weitere Studioalben
- 1965: Easy (Parlophone 7527)
- 1966: It’s 2 Easy (Parlophone 7530)
- 1966: Volume 3 (Parlophone 7537)
- 1968: Vigil / Falling Off the Edge of the World (UK, US) (Parlophone 7551 / United Artists 6667)
- 1969: Friends (Polydor 184246)

### Livealben
- 2006: Live – Studio & Stage … They Called It Easyfever … (bisher unveröffentlichte Aufnahmen; zum 20. Jubiläum der 1986er Reunion-Tour; Raven 40)

### Kompilationen
- 1967: The Best of the Easybeats + Pretty Girl (Parlophone 7541)
- 1969: The Best of the Easybeats Volume 2 (Parlophone 7555)
- 1972: Let’s Dance with the Easybeats (Sunset 50 162)
- 1977: The Shame Just Drained: The Vanda & Young Collection Vol. 1 (Albert 026)
- 1980: Absolute Anthology 1965 to 1969 (2 LPs; Albert 1/2)
- 1981: The Easybeats (Hammard 062)
- 1982: The Raven EP LP Vol. 2 (Raven 06)
- 1985: Best of the Easybeats Featuring Friday on My Mind (Rhino 124)
- 1989: The Easybeats Collection (Line Music / Impact 9.00823)
- 1992: The Definitive Series (Albert 472 297)
- 1995: The Best Of … (Repertoire 4542)
- 1996: The Definitive Anthology: Aussie Beat That Shook the World (2 CDs; Repertoire 4505)
- 1999: Gonna Have a Good Time (Retroactive 9005)
- 1999: Best: Friday on My Mind (Zounds 2700020094)
- 2003: The Singles As & Bs (Repertoire 5039)
- 2003: The Very Best of the Easybeats: Friday on My Mind (Varèse Sarabande 302 066 437)
- 2004: The Complete Easybeats (6 CDs; Albert 337 582)
- 2005: The Best of the Easybeats (Repertoire 5040)
- 2014: Extended Play (Albert 88843083612)

### EPs
- 1965: She’s So Fine (Parlophone 70025)
- 1966: Easyfever (Parlophone 70032)
- 1967: Friday on My Mind (Parlophone 70041)
- 1967: Pretty Girl (Parlophone 70046)
- 1967: Easyfever Vol. 2 (Parlophone 70048)
- 1979: Mean Old Lovin’ (Raven 01)
- 1980: Son of Easyfever (Raven 08)
- 1980: Son of Son of Easyfever (Raven 11)
- 1986: HistorEasy: Tour ’86 Souvenir Medley (Albert 1871)
- 1989: Little Bit of Gold (Rhino 73053)

### Singles
| Jahr | Titel Album                                                    | Höchstplatzierung, Gesamtwochen, AuszeichnungChartplatzierungen (Jahr, Titel, Album, Platzierungen, Wochen, Auszeichnungen, Anmerkungen) | Höchstplatzierung, Gesamtwochen, AuszeichnungChartplatzierungen (Jahr, Titel, Album, Platzierungen, Wochen, Auszeichnungen, Anmerkungen) | Höchstplatzierung, Gesamtwochen, AuszeichnungChartplatzierungen (Jahr, Titel, Album, Platzierungen, Wochen, Auszeichnungen, Anmerkungen) | Höchstplatzierung, Gesamtwochen, AuszeichnungChartplatzierungen (Jahr, Titel, Album, Platzierungen, Wochen, Auszeichnungen, Anmerkungen) | Höchstplatzierung, Gesamtwochen, AuszeichnungChartplatzierungen (Jahr, Titel, Album, Platzierungen, Wochen, Auszeichnungen, Anmerkungen) | Anmerkungen                                                                 |
| Jahr | Titel Album                                                    | DE | AT | UK | US | AU | Anmerkungen                                                                 |
| ---- | -------------------------------------------------------------- | --- | --- | --- | --- | --- | --------------------------------------------------------------------------- |
| 1965 | For My Woman / Say That You’re Mine She’s So Fine (EP)         | — | — | — | — | AU33 (23 Wo.)AU | Erstveröffentlichung: 18. März 1965 Autoren: George Young, Stevie Wright    |
| 1965 | She’s So Fine / The Old Oak Tree She’s So Fine (EP)            | — | — | — | — | AU3 (24 Wo.)AU | Erstveröffentlichung: 27. Mai 1965 Autoren: George Young, Stevie Wright     |
| 1965 | Wedding Ring It’s 2 Easy                                       | — | — | — | — | AU7 (15 Wo.)AU | Erstveröffentlichung: August 1965 Autoren: Harry Vanda, Stevie Wright       |
| 1965 | Sad and Lonely and Blue / Easy as Can Be It’s 2 Easy           | — | — | — | — | AU21 (18 Wo.)AU | Erstveröffentlichung: 4. November 1965 Autoren: George Young, Stevie Wright |
| 1966 | Women (Make Me Feel Alright) It’s 2 Easy                       | — | — | — | — | AU4 (18 Wo.)AU | Erstveröffentlichung: 13. Januar 1966 Autoren: George Young, Stevie Wright  |
| 1966 | Come and See Her / I Can See It’s 2 Easy                       | — | — | — | — | AU3 (18 Wo.)AU | Erstveröffentlichung: April 1966 Autoren: George Young, Stevie Wright       |
| 1966 | Easyfever (EP) –                                               | — | — | — | — | AU1 (17 Wo.)AU | Erstveröffentlichung: 4. August 1966                                        |
| 1966 | Sorry / Funny Feelin’ Volume 3                                 | — | — | — | — | AU1 (17 Wo.)AU | Erstveröffentlichung: 13. Oktober 1966 Autoren: George Young, Stevie Wright |
| 1966 | Friday on My Mind                                              | DE10 (5 Wo.)DE | AT16 (8 Wo.)AT | UK6 (15 Wo.)UK | US16 (14 Wo.)US | AU1 (19 Wo.)AU | Erstveröffentlichung: November 1966 Autoren: Harry Vanda, George Young      |
| 1967 | Who’ll Be the One / Do You Have a Soul Friday on My Mind       | — | — | — | — | AU14 (12 Wo.)AU | Erstveröffentlichung: März 1967 Autoren: Harry Vanda, George Young          |
| 1967 | Heaven and Hell / Pretty Girl Pretty Girl (EP)                 | — | — | — | — | AU8 (11 Wo.)AU | Erstveröffentlichung: 2. Juni 1967 Autoren: Harry Vanda, George Young       |
| 1967 | The Music Goes ’Round My Head Vigil                            | — | — | — | — | AU33 (10 Wo.)AU | Erstveröffentlichung: Dezember 1967 Autoren: Harry Vanda, George Young      |
| 1968 | Hello, How Are You Vigil                                       | — | — | UK20 (9 Wo.)UK | — | AU34 (11 Wo.)AU | Erstveröffentlichung: März 1968 Autoren: Harry Vanda, George Young          |
| 1968 | Land of Make Believe / Good Times Vigil                        | — | — | — | — | AU18 (13 Wo.)AU | Erstveröffentlichung: 18. Juli 1968 Autoren: Harry Vanda, George Young      |
| 1968 | Lay Me Down and Die / See Line Woman Vigil / Friday on My Mind | — | — | — | — | AU59 (7 Wo.)AU | Erstveröffentlichung: 14. November 1968 Autoren: Harry Vanda, George Young  |
| 1969 | St. Louis Friends                                              | — | — | — | US100 (1 Wo.)US | AU21 (18 Wo.)AU | Erstveröffentlichung: Juni 1969 Autoren: Harry Vanda, George Young          |
| 1969 | Peculiar Hole in the Sky Friends                               | — | — | — | — | AU53 (4 Wo.)AU | Erstveröffentlichung: 25. September 1969 Autoren: Harry Vanda, George Young |
| 1969 | I Love Marie Friends                                           | — | — | — | — | AU93 (4 Wo.)AU | Erstveröffentlichung: November 1969 Autoren: Harry Vanda, George Young      |
| 1980 | Friday on My Mind (Reissue) Absolute Anthology 1965 to 1969    | — | — | — | — | AU92 (1 Wo.)AU | Wiederveröffentlichung: Oktober 1980                                        |

Weitere Singles
- 1967: Falling off the Edge of the World
- 1970: Who Are My Friends
- 1970: Friends
- 1976: Gonna Have a Good Time (Good Times)